# Campionati europei di atletica leggera 2002
I XVIII campionati europei di atletica leggera si sono tenuti a Monaco di Baviera, in Germania, dal 6 all'11 agosto 2002 all'Olympiastadion.
Da questa edizione degli europei di atletica la gara dei 10 km di marcia femminili è stata sostituita dall'analoga prova da 20 km.

## Nazioni partecipanti
Tra parentesi, il numero di atleti partecipanti per nazione.
- Albania (6)
- Andorra (1)
- Armenia (1)
- Austria (14)
- Azerbaigian (2)
- Bielorussia (27)
- Belgio (17)
- Bosnia ed Erzegovina (1)
- Bulgaria (13)
- Cipro (2)
- Croazia (13)
- Rep. Ceca (40)
- Danimarca (16)
- Estonia (14)
- Finlandia (49)
- Francia (66)

- Georgia (2)
- Germania (88)
- Gibilterra (1)
- Grecia (51)
- Islanda (3)
- Irlanda (29)
- Israele (13)
- Italia (94)
- Jugoslavia (9)
- Lettonia (16)
- Lituania (13)
- Macedonia (1)
- Malta (2)
- Moldavia (5)
- Monaco (1)
- Norvegia (17)

- Paesi Bassi (30)
- Polonia (55)
- Portogallo (39)
- Romania (22)
- Gran Bretagna (60)
- Russia (89)
- San Marino (1)
- Slovacchia (17)
- Slovenia (22)
- Spagna (70)
- Svezia (45)
- Svizzera (10)
- Turchia (8)
- Ucraina (37)
- Ungheria (30)

## Risultati

### Uomini
| Specialità | Oro                                                                           | Prestazione | Argento                                                                   | Prestazione | Bronzo                                                                 | Prestazione |
| Corse piane |                                                                               |             |                                                                           |             |                                                                        |             |
| 100 metri | Francis Obikwelu Portogallo                                                   | 10"06       | Darren Campbell Gran Bretagna                                             | 10"15       | Roland Németh Ungheria                                                 | 10"27       |
| 200 metri | Kōnstantinos Kenterīs Grecia                                                  | 19"85       | Francis Obikwelu Portogallo                                               | 20"21       | Marlon Devonish Gran Bretagna                                          | 20"24       |
| 400 metri | Ingo Schultz Germania                                                         | 45"14       | David Canal Spagna                                                        | 45"24       | Daniel Caines Gran Bretagna                                            | 45"28       |
| 800 metri | Wilson Kipketer Danimarca                                                     | 1'47"25     | André Bucher Svizzera                                                     | 1'47"43     | Nils Schumann Germania                                                 | 1'47"60     |
| 1.500 metri | Mehdi Baala Francia                                                           | 3'45"25     | Reyes Estévez Spagna                                                      | 3'45"25     | Rui Silva Portogallo                                                   | 3'45"43     |
| 5.000 metri | Alberto García Spagna                                                         | 13'38"18    | Ismaïl Sghyr Francia                                                      | 13'39"81    | Serhij Lebid' Ucraina                                                  | 13'40"00    |
| 10.000 metri | José Manuel Martínez Spagna                                                   | 27'47"65    | Dieter Baumann Germania                                                   | 27'47"87    | José Ríos Spagna                                                       | 27'48"29    |
| Corse a ostacoli |                                                                               |             |                                                                           |             |                                                                        |             |
| 110 metri ostacoli | Colin Jackson Gran Bretagna                                                   | 13"11       | Staņislavs Olijars Lettonia                                               | 13"22       | Artur Kohutek Polonia                                                  | 13"32       |
| 400 metri ostacoli | Stéphane Diagana Francia                                                      | 47"58       | Jiří Mužík Rep. Ceca                                                      | 48"43       | Paweł Januszewski Polonia                                              | 48"46       |
| 3.000 metri siepi | Antonio David Jiménez Spagna                                                  | 8'24"34     | Simon Vroemen Paesi Bassi                                                 | 8'24"45     | Luis Miguel Martín Spagna                                              | 8'24"72     |
| Prove su strada |                                                                               |             |                                                                           |             |                                                                        |             |
| Maratona | Janne Holmén Finlandia                                                        | 2h12'14"    | Pavel Loskutov Estonia                                                    | 2h13'18"    | Julio Rey Spagna                                                       | 2h13'21"    |
| 20 km marcia | Francisco Javier Fernández Spagna                                             | 1h18'37"    | Vladimir Andreev Russia                                                   | 1h19'56"    | Juan Manuel Molina Spagna                                              | 1h20'36"    |
| 50 km marcia | Robert Korzeniowski Polonia                                                   | 3h36'39"    | Aleksej Voevodin Russia                                                   | 3h40'16"    | Jesús Ángel García Spagna                                              | 3h44'33"    |
| Salti |                                                                               |             |                                                                           |             |                                                                        |             |
| Salto in alto | Jaroslav Rybakov Russia                                                       | 2,31 m      | Stefan Holm Svezia                                                        | 2,29 m      | Staffan Strand Svezia                                                  | 2,27 m      |
| Salto con l'asta | Aleksandr Averbukh Israele                                                    | 5,85 m      | Lars Börgeling Germania                                                   | 5,80 m      | Tim Lobinger Germania                                                  | 5,80 m      |
| Salto in lungo | Aleksey Lukashevich Ucraina                                                   | 8,08 m      | Siniša Ergotić Croazia                                                    | 8,00 m      | Yago Lamela Spagna                                                     | 7,99 m      |
| Salto triplo | Christian Olsson Svezia                                                       | 17,53 m     | Charles Friedek Germania                                                  | 17,33 m     | Jonathan Edwards Gran Bretagna                                         | 17,32 m     |
| Lanci |                                                                               |             |                                                                           |             |                                                                        |             |
| Getto del peso | Jurij Bilonoh Ucraina                                                         | 21,37 m     | Joachim Olsen Danimarca                                                   | 21,16 m     | Ralf Bartels Germania                                                  | 20,58 m     |
| Lancio del disco | Róbert Fazekas Ungheria                                                       | 68,83 m     | Virgilijus Alekna Lituania                                                | 66,62 m     | Michael Möllenbeck Germania                                            | 66,37 m     |
| Lancio del giavellotto | Steve Backley Gran Bretagna                                                   | 88,54 m     | Sergej Makarov Russia                                                     | 88,05 m     | Boris Henry Germania                                                   | 85,33 m     |
| Lancio del martello | Adrián Annus Ungheria                                                         | 81,17 m     | Vladislav Piskunov Ucraina                                                | 80,39 m     | Alexandros Papadimitriou Grecia                                        | 80,21 m     |
| Prove multiple |                                                                               |             |                                                                           |             |                                                                        |             |
| Decathlon | Roman Šebrle Rep. Ceca                                                        | 8.800 p.    | Erki Nool Estonia                                                         | 8.438 p.    | Lev Lobodin Russia                                                     | 8.390 p.    |
| Staffette |                                                                               |             |                                                                           |             |                                                                        |             |
| 4×100 metri | Ucraina Kostjantyn Vasjukov Konstantin Rurak Anotoliy Dovgal Oleksandr Kajdaš | 38"53       | Polonia Ryszard Pilarczyk Łukasz Chyła Marcin Nowak Marcin Urbaś          | 38"71       | Germania Ronny Ostwald Marc Blume Alexander Kosenkow Christian Schacht | 38"88       |
| 4×400 metri | Gran Bretagna Jared Deacon Matthew Elias Jamie Baulch Daniel Caines           | 3'01"25     | Russia Oleg Mishukov Andrey Semyonov Ruslan Mashchenko Jurij Borzakovskij | 3'01"34     | Francia Leslie Djhone Ahmed Douhou Naman Keïta Ibrahima Wade           | 3'02"76     |
| record mondiale; record mondiale stagionale; record europeo; record europeo stagionale; record dei campionati; record nazionale; record personale; record personale stagionale. |                                                                               |             |                                                                           |             |                                                                        |             |

### Donne
| Specialità | Oro                                                                   | Prestazione | Argento                                                                         | Prestazione | Bronzo                                                                       | Prestazione |
| Corse piane |                                                                       |             |                                                                                 |             |                                                                              |             |
| 100 metri | Aikaterinī Thanou Grecia                                              | 11"10       | Kim Gevaert Belgio                                                              | 11"22       | Manuela Levorato Italia                                                      | 11"23       |
| 200 metri | Muriel Hurtis Francia                                                 | 22"43       | Kim Gevaert Belgio                                                              | 22"53       | Manuela Levorato Italia                                                      | 22"75       |
| 400 metri | Olesja Zykina Russia                                                  | 50"45       | Grit Breuer Germania                                                            | 50"70       | Lee McConnell Gran Bretagna                                                  | 51"02       |
| 800 metri | Jolanda Čeplak Slovenia                                               | 1'57"65     | Mayte Martínez Spagna                                                           | 1'58"86     | Kelly Holmes Gran Bretagna                                                   | 1'59"83     |
| 1.500 metri | Süreyya Ayhan Turchia                                                 | 3'58"79     | Gabriela Szabó Romania                                                          | 3'58"81     | Tat'jana Tomašova Russia                                                     | 4'01"28     |
| 5.000 metri | Marta Domínguez Spagna                                                | 15'14"76    | Sonia O'Sullivan Irlanda                                                        | 15'14"85    | Yelena Zadorozhnaya Russia                                                   | 15'15"22    |
| 10.000 metri | Paula Radcliffe Gran Bretagna                                         | 30'01"09    | Sonia O'Sullivan Irlanda                                                        | 30'47"59    | Lyudmila Biktasheva Russia                                                   | 31'04"00    |
| Corse a ostacoli |                                                                       |             |                                                                                 |             |                                                                              |             |
| 100 metri ostacoli | Glory Alozie Spagna                                                   | 12"73       | Yelena Krasovskaya Ucraina                                                      | 12"88       | Yana Kasova Bulgaria                                                         | 12"91       |
| 400 metri ostacoli | Ionela Târlea Romania                                                 | 54"95       | Heike Meißner Germania                                                          | 55"89       | Anna Olichwierczuk Polonia                                                   | 56"18       |
| Prove su strada |                                                                       |             |                                                                                 |             |                                                                              |             |
| Maratona (dettagli) | Maria Guida Italia                                                    | 2h26'05"    | Luminita Zaituc Germania                                                        | 2h26'58"    | Sonja Oberem Germania                                                        | 2h28'45"    |
| 20 km marcia | Olimpiada Ivanova Russia                                              | 1h26'42"    | Elena Nikolaeva Russia                                                          | 1h28'20"    | Erica Alfridi Italia                                                         | 1h28'33"    |
| Salti |                                                                       |             |                                                                                 |             |                                                                              |             |
| Salto in alto | Kajsa Bergqvist Svezia                                                | 1,98 m      | Marina Kuptsova Russia                                                          | 1,92 m      | Olga Kaliturina Russia                                                       | 1,89 m      |
| Salto con l'asta | Svetlana Feofanova Russia                                             | 4,60 m      | Elena Isinbaeva Russia                                                          | 4,55 m      | Yvonne Buschbaum Germania                                                    | 4,50 m      |
| Salto in lungo | Tatyana Kotova Russia                                                 | 6,85 m      | Jade Johnson Gran Bretagna                                                      | 6,73 m      | Tünde Vaszi Ungheria                                                         | 6,73 m      |
| Salto triplo | Ashia Hansen Gran Bretagna                                            | 15,00 m     | Heli Koivula Finlandia                                                          | 14,83 m     | Yelena Oleynikova Russia                                                     | 14,54 m     |
| Lanci |                                                                       |             |                                                                                 |             |                                                                              |             |
| Getto del peso | Irina Koržanenko Russia                                               | 20,64 m     | Vita Pavlysh Ucraina                                                            | 20,02 m     | Svetlana Krivelyova Russia                                                   | 19,56 m     |
| Lancio del disco | Ekateríni Voggoli Grecia                                              | 64,31 m     | Natal'ja Sadova Russia                                                          | 64,12 m     | Anastasia Kelesidou Grecia                                                   | 63,92 m     |
| Lancio del giavellotto | Miréla Manjani Grecia                                                 | 67,47 m     | Steffi Nerius Germania                                                          | 64,09 m     | Mikaela Ingberg Finlandia                                                    | 63,50 m     |
| Lancio del martello | Ol'ga Kuzenkova Russia                                                | 72,94 m     | Kamila Skolimowska Polonia                                                      | 72,46 m     | Manuela Montebrun Francia                                                    | 72,04 m     |
| Prove multiple |                                                                       |             |                                                                                 |             |                                                                              |             |
| Eptathlon | Carolina Klüft Svezia                                                 | 6.542 p.    | Sabine Braun Germania                                                           | 6.434 p.    | Natallja Sazanovič Bielorussia                                               | 6.341 p.    |
| Staffette |                                                                       |             |                                                                                 |             |                                                                              |             |
| 4×100 metri | Francia Delphine Combe Muriel Hurtis Sylviane Félix Odiah Sidibé      | 42"46       | Germania Melanie Paschke Gabi Rockmeier Sina Schielke Marion Wagner             | 42"54       | Russia Natalya Ignatova Yuliya Tabakova Irina Khabarova Larisa Kruglova      | 43"11       |
| 4×400 metri | Germania Florence Ekpo-Umoh Birgit Rockmeier Claudia Marx Grit Breuer | 3'25"10     | Russia Natal'ja Antjuch Natal'ja Nazarova Anastasija Kapačinskaja Olesja Zykina | 3'25"59     | Polonia Zuzanna Radecka Grażyna Prokopek Małgorzata Pskit Anna Olichwierczuk | 3'26"15     |
| record mondiale; record mondiale stagionale; record europeo; record europeo stagionale; record dei campionati; record nazionale; record personale; record personale stagionale. |                                                                       |             |                                                                                 |             |                                                                              |             |

## Medagliere
Legenda
     Paese ospitante
| Posizione | Paese         | Oro | Argento | Bronzo | Totale |
| --------- | ------------- | --- | ------- | ------ | ------ |
| 1         | Russia        | 7   | 9       | 8      | 24     |
| 2         | Spagna        | 6   | 3       | 6      | 15     |
| 3         | Gran Bretagna | 5   | 2       | 5      | 12     |
| 4         | Francia       | 4   | 1       | 2      | 7      |
| 5         | Grecia        | 4   | 0       | 2      | 6      |
| 6         | Ucraina       | 3   | 3       | 1      | 7      |
| 7         | Svezia        | 3   | 1       | 1      | 5      |
| 8         | Germania      | 2   | 9       | 8      | 19     |
| 9         | Ungheria      | 2   | 0       | 2      | 4      |
| 10        | Polonia       | 1   | 2       | 4      | 7      |
| 11        | Finlandia     | 1   | 1       | 1      | 3      |
| 11        | Portogallo    | 1   | 1       | 1      | 3      |
| 13        | Danimarca     | 1   | 1       | 0      | 2      |
| 13        | Rep. Ceca     | 1   | 1       | 0      | 2      |
| 13        | Romania       | 1   | 1       | 0      | 2      |
| 16        | Italia        | 1   | 0       | 3      | 4      |
| 17        | Israele       | 1   | 0       | 0      | 1      |
| 17        | Slovenia      | 1   | 0       | 0      | 1      |
| 17        | Turchia       | 1   | 0       | 0      | 1      |
| 20        | Belgio        | 0   | 2       | 0      | 2      |
| 20        | Estonia       | 0   | 2       | 0      | 2      |
| 20        | Irlanda       | 0   | 2       | 0      | 2      |
| 23        | Croazia       | 0   | 1       | 0      | 1      |
| 23        | Lettonia      | 0   | 1       | 0      | 1      |
| 23        | Lituania      | 0   | 1       | 0      | 1      |
| 23        | Paesi Bassi   | 0   | 1       | 0      | 1      |
| 23        | Svizzera      | 0   | 1       | 0      | 1      |
| 28        | Bielorussia   | 0   | 0       | 1      | 1      |
| 28        | Bulgaria      | 0   | 0       | 1      | 1      |
| Totale    | Totale        | 46  | 46      | 46     | 138    |